# Oleg Makszimovics Lukjanov
Oleg Makszimovics Lukjanov, Олег Максимович Лукьянов (Balasiha, 1937. szeptember 6. – 1998. január 2.) szovjet-orosz tudományos-fantasztikus író.

## Élete
Apja, Makszim Petrovics Lukjanov a Vörös Professzorok intézetében tanult, anyja, a balasihai büntetőtáborban fiatalkorú bűnelkövetőkkel foglalkozott. Apja 1939-ben fejezte be tanulmányait, ezután Szaratovba küldték, ahol a Pedagógiai Intézetben filozófiát kezdett tanítani. Oleg 1954-ben fejezte be a középiskolát, utána a szaratovi Autó- és Közúti Intézet (később: Politechnikai Intézet) gépészmérnöki karára ment. Hobbija a fotózás, a filmezés, a turizmus és a gitározás volt. Jól beszélt angolul. 1962-ben találkozott későbbi feleségével, Larisza Mihajlovna Marsenkóval (született: 1938), aki 1960-tól a Szaratovi Állami Egyetemen latint és ógörögöt tanított. 1964. december 12.-én született meg fiuk, Makszim.
Irodalmi pályafutásának kezdetekor Lukjanov otthagyta mérnöki munkáját, s éveken át más munkákat vállalt. Első fantasztikus írása a Пробуждение volt 1975-ben, ezt követte 1979-ben a Вся мощь Вселенной című antológia. Ezután három újabb antológiát jelentetett meg: Человек из пробирки (1987), Покушение на планету (1989), На одной далёкой планете (1992). Эльдорадо (1976),  Голос Серебряной Моли (1977) és На одной далёкой планете (1987-1989) című írásaiból álló ciklusa egy távoli bolygóról szól, amelyen már hatszáz éve zajlik a "fény korszaka". Két népszerű tudományos munka szerzősége is hozzá köthető, ezek a Волшебная лампа (1981) és a  На чём Земля вертится... (1984). 
Élete utolsó hét évében főműve, a Миф о планетарном космосе megírásával foglalkozott. A munka témája Danyiil Leonyidovics Andrejev A világ rózsája című művében található elmélkedés. Lukjanov naplójában felidézte, hogy 1991-ben véletlenül szerezte meg a művet, amely lenyűgöző benyomást tett rá, olyan volt, mintha egyenesen neki írták volna. Lukjanov hosszú, súlyos betegség után halt meg, utolsó munkáját az özvegye jelentette meg 2010-ben.
Magyarul egyetlen novellája jelent meg Ébredés címmel 1977-ben, a Galaktika 25. számában.